# Distrito de Frutigen
El distrito de Frutigen es uno de los antiguos 26 distritos del cantón de Berna, Suiza, ubicado en el sur del cantón, tiene una superficie de 490 km². La capital del distrito era Frutigen. 

## Geografía
El distrito de Frutigen es uno de los distritos que forman la región del Oberland bernés. Limita al norte con el distrito de Thun, al este con Interlaken, al sur con Raroña occidental (VS) y Leuk (VS), al oeste con Obersimmental, y al noroeste con Niedersimmental. El distrito comprende una pequeña parte del lago de Thun.

## Historia
Baronía desde el siglo XII hasta el año 1400, bailía bernesa hasta 1798 (castellanía) y de 1803 a 1831, y desde entonces distrito. La baronía de Frutigen correspondía según la descripción de los límites de 1352, a la parroquia medieval de Frutigen: incluyendo el alto Kandertal hasta el pie del paso de la Gemmi, el Gasterntal y en Engstligental; tenía límites con la baronía de Mülenen al norte (bajo Kandertal). Estas dos señorías pertenecieron durante los siglos XII y XIII a los barones de Kien, a los cuales succedieron en 1290 los barones de Wädenswil y en 1312 los barones de la Tour; los cuales se hacían representar por un castellano. 
Gracias a la política exterior de sus señores, Frutigen se encontraba en la zona de influencia de Saboya en el siglo XIII y lo que la convirtió en una de las metas expansionistas de la ciudad de Berna. Confrontados a una situación económica precaria debida principalmente a sus campañas bélicas junto a los Habsburgos, los barones de la Tour debieron hipotecar una parte de la señoría y de sus entradas económicas a los señores de Weissenburg, los cuales también endeudados, sobrehipotecaron el Frutigtal a Berna de 1352 a 1357.
En 1400, las deudas obligaron a Antonio de la Tour a vender a la ciudad de Berna por 6200 florines, la señoría de Frutigen y sus habitantes, junto con todos los derechos y jurisdicciones. Las personas del valle pagaron la suma y compraron lo que debían a la señoría. Berna confirmaría en 1400 las libertades, tradiciones y costumbres de Frutigen y codifica el derecho local en la carta de franquicia de 1445.
El baile bernés que vivía en el castillo de Tellenbourg tomó el título de castellano. Reunió bajo su administración Frutigen (baja jurisdicción de Frutigen y desde 1478 de Adelboden), Mülenen (jurisdicciones de Aeschi y de Mülenen-Reichenbach-Wengi) y Krattigen; además ejercía los derechos soberanos de Berna en la baronía de Spiez.
La castellanía se convirtió en 1798 en distrito del cantón del Oberland y en 1803 (sin Spiez) en bailía del cantón de Berna; la sede de las autoridades fue transferida a la localidad de Frutigen entre 1829 y 1858. El distrito de Frutigen cuenta actualmente siete comunas. Tras la reforma administrativa de 1996, constituye junto al distrito de Niedersimmental, el círculo 12 para la justicia y el registro territorial del cantón de Berna. La disolución del distrito de Frutigen consistió en su fusión con el distrito de Niedersimmental, juntos forman el nuevo distrito administrativo de Frutigen-Niedersimmental.

## Comunas
| Comunas                  | Población (31.12.2006) | Superficie en km² |
| ------------------------ | ---------------------- | ----------------- |
| Adelboden                | 3618                   | 88,2              |
| Aeschi bei Spiez         | 1955                   | 30,9              |
| Frutigen                 | 6688                   | 71,8              |
| Kandergrund              | 819                    | 32,0              |
| Kandersteg               | 1192                   | 134,5             |
| Krattigen                | 941                    | 6,0               |
| Reichenbach im Kandertal | 3340                   | 125,8             |
| Total (7)                | 18.553                 | 489,2             |